# Horisme intricata
Horisme intricata là một loài bướm đêm trong họ Geometridae.